# Resavac
Resavac (korábban Rasavac, szerbül: Ресавац), település Bosznia-Hercegovinában, Srbac községben, Bosanska krajina területén, a Szerb Köztársaságban. 

## Fekvése
Bosznia-Hercegovina északi részén, Banja Lukától légvonalban 43, közúton 54 km-re északkeletre, községközpontjától légvonalban 3, közúton 4 km-re délkeletre, 98-204 méteres tengerszint feletti magasságban, a Motajica-hegység völgyében, a Rasavac-patak mentén található.

## Népessége
| Nemzetiségi csoport | Népesség 1991 | Népesség 2013 |
| ------------------- | ------------- | ------------- |
| Szerb               | 195           | 180           |
| Bosnyák             | 0             | 1             |
| Horvát              | 0             | 2             |
| Jugoszláv           | 20            | 0             |
| Egyéb               | 27            | 22            |
| Összesen            | 242           | 205           |

## Története
A település a 19. század végén, a Motajica-hegység völgyében, a Rasavac-patak mentén keletkezett, amikor az osztrák-magyar uralom alatt álló területre főként Galíciából nagyobb számban ukrán, kisebb számban lengyel lakosság települt be. A térség 1878-ig tartozott az Oszmán Birodalomhoz, ekkor a berlini kongresszus határozata alapján az Osztrák-Magyar Monarchia része lett. 1910-ben a Prnjavori járáshoz tartozó településen 30 háztartást, 162 görög katolikus és 16 római katolikus lakost találtak. A monarchia szétesésével 1918-ban előbb a Szerb-Horvát-Szlovén Királyság, majd 1929-től a Jugoszláv Királyság része. 1921-ben a községnek 34 háztartása és 192 lakosa volt. Az 1929-es törvény értelmében, amikor Bosznia-Hercegovinát négy banovinára, Drinskára, Vrbaskára, Zetskára és Primorskára osztották, a település a Vrbaska banovina része lett, amelynek székhelye Banja Luka volt Jugoszlávia megszállása után a Független Horvát Állam (NDH) része lett. A második világháború után a település a szocialista Jugoszláviához tartozott. A háború után a lengyel lakosság visszatelepült Lengyelországba, míg az ukránok főként a Vajdaság nagyobb településeire költöztek, részben pedig idővel asszimilálódtak. Helyükre a környező településekről szerbek települtek be. A daytoni békeszerződést követő területfelosztásnál a település Srbac község részeként a Szerb Köztársaság területéhez került.

## Nevezetességei
Szent Illés próféta tiszteletére szentelt ukrán görög katolikus temploma egy kisméretű, nyeregtetős, torony nélküli épület.